# Dessau
Dessau er den tredjestørste by i den tyske delstat Sachsen-Anhalt og har omkring 80.000 indbyggere. Dessau ligger omkring 60 km nord for Leipzig ved floden Muldes udløb i Elben.
Dessau er historisk en del af Anhalt og var residens for fyrsterne og siden hertugerne af Anhalt-Dessau. Byen blev i 1920'erne kendt i forbindelse med kunst- og designskolen – Bauhaus.

## Historie
Ved Dessau stod under Trediveårskrigen «slaget ved Dessau bro» den 25. april 1626.
I Dessau lå flyfabrikken Junkers-Werke, hvilket medførte massive bombeangreb under Anden Verdenskrig. Udover fabriksanlæggene blev omkring 80% af bykernen ødelagt.

## Kendte personer fra Dessau
- Gernot Böhme
- Walter Gropius
- Kurt Weill
- Moses Mendelsohn
- Hugo Junkers